# Wünschbach
Der Wünschbach ist ein knapp zwei Kilometer langer rechter und östlicher Zufluss des Kainsbaches.

## Geographie

### Verlauf
Der Wünschbach entspringt im Odenwald auf einer Höhe von etwa 370 m ü. NHN in einer Wiese. Er fließt zunächst in nordwestlicher Richtung durch Grünland am Nordhang des Lattersberges entlang und   mündet schließlich bei Reichelsheim-Ober-Kainsbach auf einer Höhe von etwa 220 m ü. NHN an der Ecke Talstraße/Wünschbacher Straße in den Kainsbach.

### Flusssystem Gersprenz
- Fließgewässer im Flusssystem Gersprenz

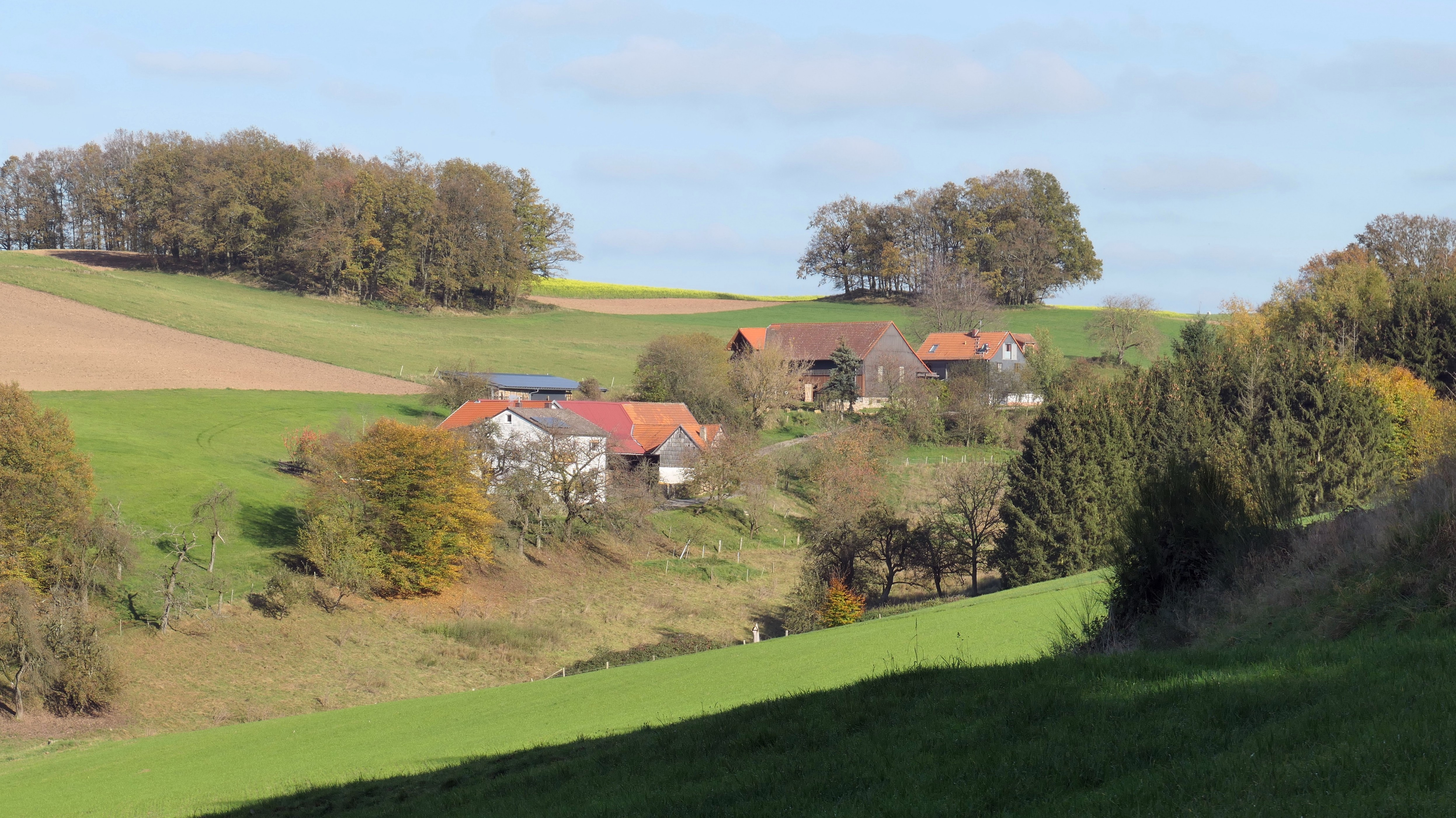
Wünschbachtal am Weiler Wünschbach (2024)